# Ein Dorf rockt ab
Ein Dorf rockt ab ist eine deutsche Fernseh-Komödie von Holger Haase aus dem Jahr 2017. Christina Große und Roman Knižka sind in den Hauptrollen besetzt.

## Handlung
Landwirtin Caro Leonard ist verzweifelt, denn der familiäre Hof ist hochverschuldet. Sie hat das Angebot erhalten, ihre Wiese für ein Heavy-Metal-Festival zu vermieten. Leonard hadert mit sich, kann sie und das Dorf nicht viel mit der Musikrichtung anfangen. Als die Banken ihr schließlich keinen weiteren Kredit mehr gewähren, nimmt sie das Angebot an. Ihr Mann Paul findet die Idee gut, er würde den Hof sogar zu einem Abenteuerhof umgestalten.

## Rezeption
Die Dreharbeiten für Ein Dorf rockt ab erstreckten sich unter dem Arbeitstitel Metalfarm vom 30. August 2016 bis zum 30. September 2016 und fanden in Berlin, Brandenburg, Baden-Württemberg und in der fränkischen Schweiz statt. Für die Produktion zeichnete die Amalia Film GmbH verantwortlich. Roman Knižka stand hier mit seinem Sohn Leo erstmals vor der Kamera. Die Erstausstrahlung erfolgte am 18. Mai 2017 zur Hauptsendezeit im ZDF. Ebenfalls im Mai 2017 erschien der Film auf DVD und Blu-ray Disc.